# The Promise (Bruce Springsteen-album)

The Promise är ett musikalbum av Bruce Springsteen, utgivet 2010. Det innehåller låtar skrivna och inspelade 1976-1978, mellan albumen Born to Run och Darkness on the Edge of Town. Inspelningarna på albumet är tidigare outgivna även om några av låtarna blivit kända i andra versioner. Den sista låten, City of Night innehåller en dold låt, The Way, så egentligen är det 22 låtar och inte 21.  Albumet gavs också ut som en del av boxen The Promise: The Darkness on the Edge of Town Story.

## Låtlista
Skiva 1
1. "Racing in the Street ('78)" - 6:50
2. "Gotta Get That Feeling" - 3:19
3. "Outside Looking In" - 2:18
4. "Someday (We'll Be Together)" - 5:38
5. "One Way Street" - 4:20
6. "Because the Night" - 3:25
7. "Wrong Side of the Street" - 3:36
8. "The Brokenhearted" - 5:19
9. "Rendezvous" - 2:39
10. "Candy's Boy" - 4:39

Skiva 2
1. "Save My Love" - 2:38
2. "Ain't Good Enough for You" - 4:03
3. "Fire" - 4:09
4. "Spanish Eyes" - 3:50
5. "It's a Shame" - 3:16
6. "Come on (Let's Go Tonight)" - 2:20
7. "Talk to Me" - 4:21
8. "The Little Things (My Baby Does)" - 3:18
9. "Breakaway" - 5:32
10. "The Promise" - 5:54
11. "City of Night" (+"The Way") - 7:07